# Аз преди теб (филм)
„Аз преди теб“ (на английски: Me Before You) е американско-британски романтичен драматичен филм от 2016 г., режисиран от Теа Шарок. Сценарият, написан от Джоджо Мойс, е базиран на нейния едноименен роман от 2012 г. Снимките започват през април и приключват на 26 юни 2015 г. Филмът излиза по кината в САЩ и България съответно на 3 и 24 юни 2016 г.

## Сюжет
Луиза „Лу“ Кларк (Емилия Кларк) живее в провинциално английско градче. Без ясна цел в живота, чудатата 26-годишна Луиза сменя постоянно работата си, за да помогне финансово на семейството си. Луиза е изправена пред предизвикателство, когато приема работа в местния „замък“ като компаньон и болногледач на Уил Трейнър (Сам Клафлин) – богат млад банкер, прикован към инвалидната количка след злощастен инцидент от преди две години. Изоставил приключенския дух, циничният вече Уил се е отказал от живота. Докато не се появява Лу, готова да му докаже, че животът си заслужава да се живее. Хвърляйки се в поредица приключения, Лу и Уил ще променят живота си по начин, който не са очаквали.

## Актьорски състав
| Актьор         | Роля           |
| -------------- | -------------- |
| Емилия Кларк   | Луиза Кларк    |
| Сам Клафлин    | Уилям Трейнър  |
| Джанет Мактиър | Камила Трейнър |
| Чарлс Данс     | Стивън Трейнър |
| Брендан Койл   | Бернард Кларк  |
| Джена Коулман  | Катрина Кларк  |
| Матю Луис      | Патрик         |
| Бен Лойд-Хюз   | Рупърт         |
| Ванеса Кърби   | Алисия Дюар    |
| Стив Пийкок    | Нейтън         |
| Саманта Спиро  | Джоузи Кларк   |
| Джоана Лъмли   | Мери Роулинсън |